# Robert Clements
Robert Clements (ur. 15 maja 1866 w Leith, zm. 23 maja 1947 w Edynburgu) – szkocki piłkarz występujący na pozycji napastnika.
W reprezentacji Szkocji wystąpił jeden raz, 28 marca 1891 w wygranym 2:1 meczu British Home Championship z Irlandią.